# Dolichodelphys
Dolichodelphys là một chi thực vật có hoa trong họ Thiến thảo (Rubiaceae).

## Loài
Chi Dolichodelphys gồm các loài: